# پال بوچر (هنرپیشه)
پال بوچِر (به انگلیسی: Paul Butcher؛ زادهٔ ۱۴ فوریهٔ ۱۹۹۴) بازیگر اهل ایالات متحده آمریکا است.

## فیلم‌شناسی

### سینما
| سال تولید | نام                  | کارگردان        |
| --------- | -------------------- | --------------- |
| ۱۹۸۸      | همسایهٔ من توتورو     | هایائو میازاکی  |
| ۲۰۰۶      | عصر یخبندان: ذوب     | کارلوز سالدانیا |
| ۲۰۰۶      | آن سوی پرچین         | تیم جانسون      |
| ۲۰۰۷      | ملاقات با رابینسون‌ها | استیون اندرسون  |
| ۲۰۰۸      | بریتنی: برای ضبط     | فیل گریفین      |

### تلویزیون
| سال       | نام                    |
| --------- | ---------------------- |
| ۲۰۰۲      | شش فوت زیر زمین        |
| ۲۰۰۳      | نمایش دهه ۷۰           |
| ۲۰۰۳      | بخش فوریت‌های پزشکی     |
| ۲۰۰۴      | ان‌وای‌پی‌دی بلو          |
| ۲۰۰۵      | استخوان‌ها              |
| ۲۰۰۷–۲۰۰۵ | آواتار: آخرین بادافزار |
| ۲۰۰۸–۲۰۰۵ | پادشاه تپه             |
| ۲۰۲۰–۲۰۰۵ | تمام این‌ها             |
| ۲۰۰۷      | ذهن‌های جنایتکار        |
| ۲۰۰۷      | بابای آمریکایی!        |
| ۲۰۰۷      | بدون هیچ ردی           |